# 亚特兰蒂斯之谜
《亚特兰蒂斯之谜》是一款由Sun电子公司制作和发行的横向卷轴平台游戏。本游戏于1986年在日本地区紅白機首发，后移植至其他游戏平台。
由于地壳运动，一个巨大的岛屿形成，它被称为亚特兰蒂斯。玩家控制着一个男孩，在这片新形成的大陆进行探险。